# L'allodola e il contadino
L'allodola e il contadino è una favola attribuita al favolista greco Esopo.

## Trama
Un'allodola, che si era attardata a fare il nido, tardava a volare via con i suoi uccellini dal campo di grano del contadino, anche se era giunto il tempo della mietitura.
I piccoli erano preoccupati dai discorsi del contadino, che progettava di fare il lavoro, anche grazie all'aiuto dei famigliari e degli amici. 
Ma l'allodola non si preoccupò di questi progetti, finché il contadino, vedendo che tale aiuto tardava ad arrivare, si era deciso alla mietitura del campo di grano con il solo aiuto del figlio.
Solo allora l'allodola stimò che era giunto il momento per la sua famiglia di volare via in cerca di un altro nido. 
Morale: Non bisogna riporre eccessiva fiducia nell'aiuto dei famigliari e degli amici.